# Roswitha Dasch
Roswitha Dasch (* 19. Februar 1963 in Marl) ist eine Musikerin, die sich dem jiddischen Liedgut und der Klezmermusik widmet. Sie lebt in Wuppertal.

## Leben
Schon vor ihrem Violinstudium widmete sich Roswitha Dasch der jiddischen Sprache und dem Genre jiddischer Lieder. Mit ihrem ersten Trio "Pajkele" gab sie bereits 1989 Konzerte in verschiedenen Städten Israels, u. a. an der Universität in Jerusalem.

## Ehrungen
- 2008 Förderpreis der Enno und Christa Springmann-Stiftung
- 2012 Förderpreis des von der Heydt-Kulturpreis[1]
- 2016 Künstlerpreis der Schuler-Stiftung[2]
- 2024 Bundesverdienstkreuz am Bande[3]

## Veröffentlichungen
- CD: Jiddische Lieder aus dem Shtetl und dem Jiddischen Theater (1993) Roswitha Dasch & Elke Masino
- CD: Es iz geven a zumertog, das Wilnaer Getto im Spiegel seiner Lieder (2000) Roswitha Dasch & Regina Neumann
- CD: Shpil mir zigajner, Jiddisches und Zigeunerisches aus Osteuropa (2001) Roswitha Dasch & Katharina Müther
- CD: Mitwirkung an der CD Metropolis Shanghai – Showboat to China (2005) erschienen bei Winter & Winter
- CD: Wo Myrten grünen (2006) Roswitha Dasch & Katharina Müther
- CD: Es liegt was in der Luft (2010) Roswitha Dasch & Ulrich Raue mit Liedern des jüdischen Komponisten Mischa Spoliansky
- CD: Mit a shmeykhl (2013) Roswitha Dasch, Katharina Müther, Emma Stiman, Monika Feil und Ilya Shneyveys
- Dokumentarfilm: Sage nie, du gehst den letzten Weg (2002) in Zusammenarbeit mit der Dokumentarfilmerin Sabine Friedrichs